# Veículo de Exploração Tripulado

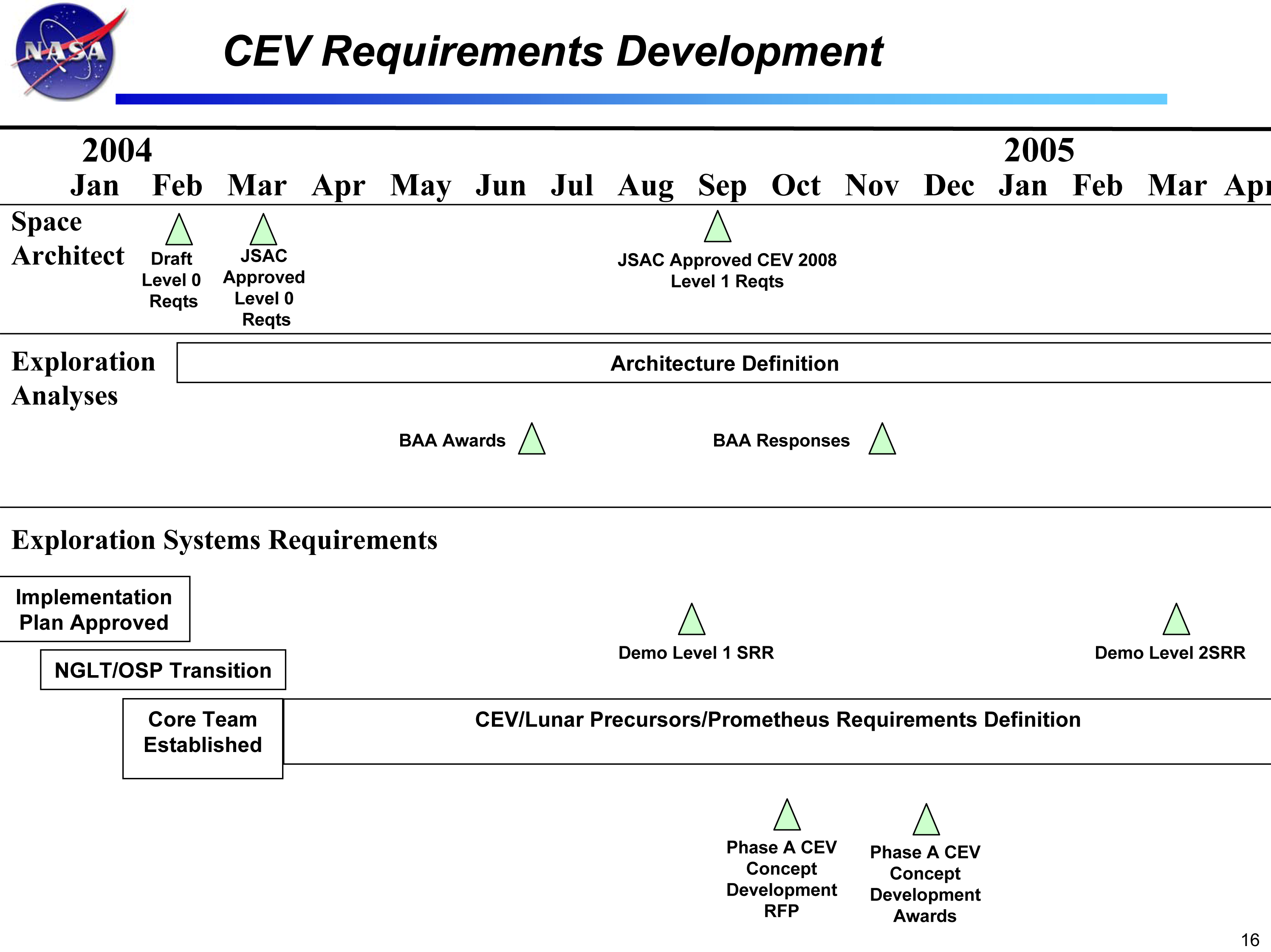
Os requisitos de desenvolvimento originais do CEV.

O Crew Exploration Vehicle (ou CEV, em português:  Veículo de Exploração Tripulado) foi um componente original do conceito estabelecido na Vision for Space Exploration da NASA, que mais tarde se tornou o Programa Constellation, cujo objetivo era enviar astronautas de volta a Lua, e depois disso, a Marte e outros destinos no Sistema Solar.